# Rally Príncipe de Asturias de 2005
El Rally Príncipe de Asturias de 2005, oficialmente 42.º Rally Príncipe de Asturias, fue la cuadragésimo segunda edición y la novena cita de la temporada 2005 del Campeonato de España de Rally. Se celebró del 8 al 9 de octubre y contó con un itinerario de catorce tramos que sumaban un total de 237,8 km cronometrados.

## Itinerario
| Día   | Tramo | Nombre            | Distancia | Ganador       | Tiempo       | Líder         |
| ----- | ----- | ----------------- | --------- | ------------- | ------------ | ------------- |
| Día 1 | TC1   | La Rasa           | 7.41 km   | Alberto Hevia | 5:03.4       | Alberto Hevia |
| Día 1 | TC2   | Orizon            | 14.74 km  | Alberto Hevia | 8:57.8       | Alberto Hevia |
| Día 1 | TC3   | Libardon          | 26.85 km  | Alberto Hevia | 18:42.1      | Alberto Hevia |
| Día 1 | TC4   | La Rasa           | 7.41 km   | Dani Sordo    | 5:01.5       | Alberto Hevia |
| Día 1 | TC5   | Orizon            | 14.74 km  | Alberto Hevia | 8:55.1       | Alberto Hevia |
| Día 1 | TC6   | Libardon          | 26.85 km  | Dani Sordo    | 18:31.1      | Alberto Hevia |
| Día 1 | TC7   | Orizon            | 14.74 km  | Alberto Hevia | 8:50.7       | Alberto Hevia |
| Día 1 | TC8   | Libardon          | 26.85 km  | Cancelado     | Cancelado    | Alberto Hevia |
| Día 2 | TC9   | La Horrea-Pajomal | 20.54 km  | Dani Sordo    | 15:09.7      | Dani Sordo    |
| Día 2 | TC10  | La Faya           | 14.50 km  | Dani Sordo    | 9:40.7       | Dani Sordo    |
| Día 2 | TC11  | Santa Bárbara     | 14.08 km  | Dani Sordo    | 10:50.9      | Dani Sordo    |
| Día 2 | TC12  | La Horrea-Pajomal | 20.54 km  | Neutralizado  | Neutralizado | Dani Sordo    |
| Día 2 | TC13  | La Faya           | 14.50 km  | Dani Sordo    | 9:34.8       | Dani Sordo    |
| Día 2 | TC14  | Santa Bárbara     | 14.08 km  | Alberto Hevia | 10:43.5      | Dani Sordo    |

## Clasificación final
| Pos. | Piloto                | Copiloto            | Automóvil                  | Tiempo    | Diferencia |
| ---- | --------------------- | ------------------- | -------------------------- | --------- | ---------- |
| 1.   | Dani Sordo            | Marc Martí          | Citroën C2 S1600           | 2:25:11.0 | 0.0        |
| 2.   | Alberto Hevia         | Alberto Iglesias    | Renault Clio S1600         | 2:25:12.3 | +1.3       |
| 3.   | Miguel Ángel Fuster   | José Vicente Medina | Renault Clio S1600         | 2:26:53.8 | +1:42.8    |
| 4.   | Sergio López-Fombona  | Enrique Velasco     | Renault Clio S1600         | 2:29:22.5 | +4:11.5    |
| 5.   | Sergio Vallejo        | Diego Vallejo       | Fiat Punto S1600           | 2:29:23.7 | +4:12.7    |
| 6.   | Miguel Martínez-Conde | Amadeo Aguirre      | Mitsubishi Lancer Evo VIII | 2:30:52.5 | +5:41.5    |
| 7.   | Marc Gutiérrez        | Francesc Morell     | Mitsubishi Lancer Evo VIII | 2:31:46.5 | +6:35.5    |
| 8.   | César González        | María Vial          | Citroën Saxo Kit Car       | 2:33:35.2 | +8:24.2    |
| 9.   | Dani Balasch          | Manel Muñoz         | Citroën C2 GT              | 2:35:37.8 | +10:26.8   |
| 10.  | José Fernando Rico    | Sergio Martínez     | Citroën C2 GT              | 2:35:39.9 | +10:28.9   |